# Templo de Agua de las Pulgas
El Templo del Agua de Las Pulgas es una estructura de mampostería en Redwood City, California, Estados Unidos, diseñada por el arquitecto William G. Merchant. Fue erigido por el Departamento de Agua de San Francisco para conmemorar la finalización en 1934 del acueducto Hetch Hetchy y está ubicado en el extremo final del acueducto; originalmente el agua fluía a través de una bóveda debajo del templo, pero los nuevos requisitos de tratamiento requieren que se desvíe a una planta cercana. El nombre proviene de Rancho de las Pulgas, una antigua concesión de tierras española. La concesión recibió ese nombre porque la aldea principal de los lamchin, la tribu ohlone que habitaba la zona de San Carlos antes de la llegada de los  españoles, se llamaba "Cachanigtac". El nombre parece contener una palabra para alimañas, que los misioneros españoles tradujeron como "pulgas".

## El templo
El edificio permanente se completó en 1938, y remplazó a uno original hecho principalmente de madera contrachapada. Fue diseñado por el arquitecto William Merchant y se le decoró con relieves esculpidos por Albert Bernasconi, y consta de un círculo de columnas corintias estriadas coronado por un gran anillo de mampostería con la inscripción «Yo daré aguas en el desierto y ríos en la soledad, para dar de beber a mi pueblo» [de Isaías 43:20]. Justo al este del edificio, existe un estanque reflectante bordeado de cipreses.
San Francisco y otras comunidades del Área de la Bahía se abastecen de agua del embalse de Hetch Hetchy, a aproximadamente 260 km (160 millas) de distancia, a través del acueducto del mismo nombre.  Originalmente, el agua fluía sobre una pequeña cascada en forma de C dentro del templo mismo  y luego continuaba durante aproximadamente 800 pies (240 m) por un canal (hacia el oeste) hasta el embalse Upper Crystal Springs.[2]

## Diversión del agua

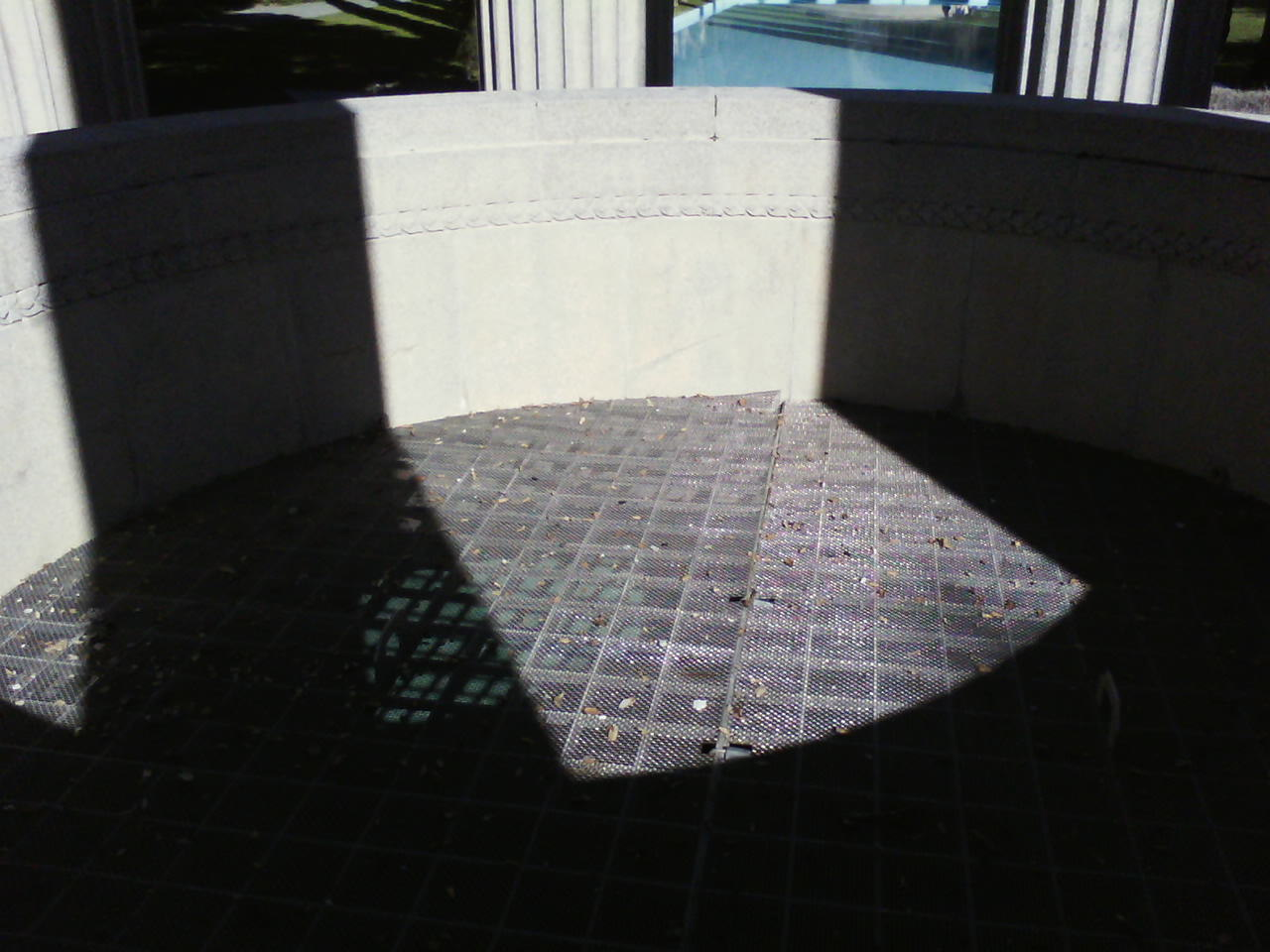
Rejilla sobre el canal debajo del templo.

El pozo dentro del templo estaba cubierto con una rejilla para evitar que personas aventureras saltaran y se deslizaran por el canal.[2] Desde 2004, el agua ya no fluye a través del templo, sino que se desvía a una planta de tratamiento cercana donde se elimina la cloramina añadida a la planta de tratamiento en Sunol antes de que el agua entre en el depósito, y así evitar posibles daños ecológicos causados por el aditivo.[2] El agua que se introduce en el suministro de agua se trata de nuevo con cloramina en una planta en San Bruno.